# Амандман 1 (Минесота)
Амандман 1 (енгл. Minnesota Amendment 1) познат и као Брачни амандман Минесоте (енгл. Minnesota Marriage Amendment) је био предложени амандман на Устав Минесоте којим се брак дефинише као заједница мушкарца и жене, и тако de jure забрањују истополни бракови.
Након што је усвојен у Представничком дому и Сенату Минесоте, амандман је требало да ратификују грађани на референдуму.
На општим изборима 6. новембра 2012. Амандман 1 је одбачен. За амандман је гласало 47,46% грађана, док је против било 51,21%. Минесота је тако постала прва држава која је одбацила овакву врсту амандмана на референдуму, иако је Аризона раније одбацила анандман који би, поред брака, забранио и друге врсте регистрованих истополних заједница.